# Fabian paa Rottejagt
Fabian paa Rottejagt er en dansk stum komediefilm fra 1910 produceret af Nordisk Films Kompagni. Filmens instruktør er ukendt.
Filmen indgik en en serie af filmfarcer produceret af Nordisk Film med Victor Fabian i hovedrollen.
Filmen blev i tysktalende lande distribueret som Fabian auf der Rattenjacht og i engelsktalende lande som Mr. Fabian is Rat Hunting. 

## Handling
En dag opdager Fabian en stor og ækel rotte i sit hus. Selvom den først skræmmer ham fra vid og sans, sætter han alt ind på at fange den ubudne gæst. Desværre er han så ivrig, at rottejagten kommer til at koste ham dyrt.

## Medvirkende
- Victor Fabian